# Isaac Slade
Isaac Slade (ur. 26 maja 1981 w Boulder, w stanie Kolorado) – amerykański wokalista i pianista grupy The Fray.
Slade uczęszczał do Faith Christian Academy, w której uczył się również Joe King, z którym w 2002 roku, po nawiązaniu znajomości w Guitar Center, założył zespół. Slade zaczął śpiewać w wieku 8 lat, a kiedy jego głos zaczął się pogarszać, mając 11 lat zajął się grą na pianinie. Jest on autorem lub współautorem wszystkich piosenek The Fray. Zanim powstała grupa Issac przez kilka lat pracował w jednej z kawiarni sieci Starbucks.
Slade ukończył studia na Uniwersytecie Kolorado w Boulder.

## Znaczenie piosenek
Piosenka "How to Save a Life" powstała na podstawie doświadczeń Slade'a zdobytych podczas pracy w obozie dla trudnej młodzieży. Powiedział on, iż "How to Save a Life" opowiada o wszystkich ludziach, którzy próbowali na różne sposoby nawiązać kontakt z nastoletnim chłopcem, jednak ich starania kończyły się niepowodzeniami. Jego rodzina i przyjaciele usiłowali dotrzeć do niego posuwając się nawet do gróźb, nie zauważając, że chłopak potrzebował jedynie wsparcia. Wersy piosenki opisują próby nawiązania kontaktu dorosłych z kłopotliwym nastolatkiem. Natomiast w refrenie wokalista narzeka, że sam nie był w stanie uratować swojego przyjaciela, ponieważ nie widział jak to zrobić.
Z kolei utwór "Over My Head (Cable Car)" opowiada o relacjach Isaaca z jego bratem, Calebem, zwanym "Cable Car", skąd wzięła się część tytułu piosenki. "Over My Head (Cable Car)" powstała po tym, gdy Caleb opuścił The Fray, co było wynikiem narastających nieporozumień i konfliktów między braćmi.
Slade zaczynał jako artysta tworzący teksty oraz muzykę z gatunku chrześcijańskiego rocka, jednakże zdecydował się oddzielić religię od twórczości. Przyznał tym samym, że jego pierwsza niereligijna piosenka była bardziej szczera od wszystkich, które stworzył dotychczas.

## Spadek
W 2007 roku okazało się, że Slade może być spokrewniony z baronetem Sir Benjaminem Slade'em. Arystokrata szukał wśród 15.000 osób o nazwisku Slade godnego spadkobiercy jego pochodzącej z XIII wieku, wartej ok. 7.500.000 funtów posiadłości. Isaac skontaktował się z Sir Benjaminem w 2006 roku podczas trasy koncertowej. Szczegółowe badania DNA wykażą, czy jest on krewnym baroneta.